# Хангай (Архангай)
Хангай (монг. Хангай) — сомон аймака Архангай, Монголия.
Центр сомона — Хунт. Он находится в 230 километрах от административного центра аймака — города Цэцэрлэг и в 684 километрах от столицы страны — Улан-Батора.

## География
На территории сомона возвышаются хребты Хангая (3300-3500 метров), Цагаан Асгат (3248), Цахир хайрхан (3386), Тээл, Тэрх, Гичгэн, протекают реки Тэрх, Гичгэнэ, Тээл и их притоки, есть мелкие озёра. Водятся аргали, дикие козы, косули, кабаны, волки, лисы, корсаки, манулы, зайцы, тарбаганы.
Климат резко континентальный. Средняя температура января -20-24 °C, июня +12-16 °C, ежегодная норма осадков 300-450 мм.
Имеются запасы золота, свинца, железной руды, драгоценных камней, химического и строительного сырья.